# 1814年7月17日日食
1814年7月17日日食为一次在协调世界时1814年7月17日出現的日全食。該次日食食分為1.0774，食甚維持6分33秒。新月當天（即朔日），地球上觀測到月球和太阳的角距離極小，此時月球如果恰好在月球交點附近，穿過太阳和地球之間，與地球、太阳接近一直線，則會出現日食。月球本影接觸地表而使該區域完全得不到陽光，就會形成日全食，同時在本影兩側數千公里的半影範圍內遮擋部分陽光，則形成日偏食。

## 概述
這次日食的食分是1.0774，全食維持6分33秒。

## 基本參數
- 類型：日全食
- 食甚資料：
  - 日期：1814年7月17日
  - 時間：6時30分29秒
  - 地點：31N 85E
  - 食分：1.0774
  - 日全食持續時間：6分33秒

## 外部連結
- NASA日食專頁（页面存档备份，存于）（英文）